# العلاقات البحرينية التشيكية
العلاقات البحرينية التشيكية هي العلاقات الثنائية التي تجمع بين البحرين والتشيك.

## مقارنة بين البلدين
هذه مقارنة عامة ومرجعية للدولتين:
| وجه المقارنة                                              | البحرين       | التشيك                                                                            |
| --------------------------------------------------------- | ------------- | --------------------------------------------------------------------------------- |
| المساحة (كم2)                                             | 765           | 78.87 ألف                                                                         |
| عدد السكان (نسمة)                                         | 1.49 مليون    | 10.52 مليون                                                                       |
| الكثافة السكانية (ن./كم²)                                 | 194.77 ألف    | 133.38                                                                            |
| العاصمة                                                   | المنامة       | براغ                                                                              |
| اللغة الرسمية                                             | اللغة العربية | اللغة التشيكية                                                                    |
| العملة                                                    | دينار بحريني  | كرونة تشيكية، كرونة تشيكوسلوفاكية                                                 |
| الناتج المحلي الإجمالي (بليون دولار)                      | 35.31 مليار   | 215.73 مليار                                                                      |
| الناتج المحلي الإجمالي (تعادل القوة الشرائية) بليون دولار | 64.16 مليار   | 356.15 مليار                                                                      |
| الناتج المحلي الإجمالي الاسمي للفرد دولار أمريكي          | 22.60 ألف     | 17.55 ألف                                                                         |
| الناتج المحلي الإجمالي للفرد دولار أمريكي                 | 45.50 ألف     | 31.19 ألف                                                                         |
| مؤشر التنمية البشرية                                      | 0.824         | 0.878                                                                             |
| رمز المكالمات الدولي                                      | +973          | +420                                                                              |
| رمز الإنترنت                                              | .bh           | .cz                                                                               |
| المنطقة الزمنية                                           | ت ع م+03:00   | ت ع م+01:00، ت ع م+02:00، توقيت وسط أوروبا، توقيت وسط أوروبا الصيفي، أوروبا/براغ ‏ |

## منظمات دولية مشتركة
يشترك البلدان في عضوية مجموعة من المنظمات الدولية، منها:
| علم المنظمة | اسم المنظمة                               | تاريخ انضمام البحرين | تاريخ انضمام التشيك |
| ----------- | ----------------------------------------- | -------------------- | ------------------- |
|             | يونسكو                                    | 18 يناير 1972        | 22 فبراير 1993      |
|             | مؤسسة التمويل الدولية                     | 22 سبتمبر 1995       | 1993                |
|             | منظمة حظر الأسلحة الكيميائية              | ?                    | ?                   |
|             | الأمم المتحدة                             | 21 سبتمبر 1971       | 19 يناير 1993       |
|             | الاتحاد الدولي للاتصالات                  | 1975                 | 1993                |
|             | منظمة الشرطة الجنائية الدولية             | ?                    | ?                   |
|             | البنك الدولي للإنشاء والتعمير             | 15 سبتمبر 1972       | 1993                |
|             | الاتحاد البريدي العالمي                   | ?                    | ?                   |
|             | المركز الدولي لتسوية المنازعات الاستشارية | 15 مارس 1996         | 22 أبريل 1993       |
|             | وكالة ضمان الاستثمار متعدد الأطراف        | 12 أبريل 1988        | 1993                |
|             | منظمة التجارة العالمية                    | ?                    | ?                   |
|             | الفريق المعني برصد الأرض                  | ?                    | ?                   |

## وصلات خارجية
- موقع وزارة الخارجية البحرينية
- موقع وزارة الخارجية التشيكية